# Trierer Aderlasskalender

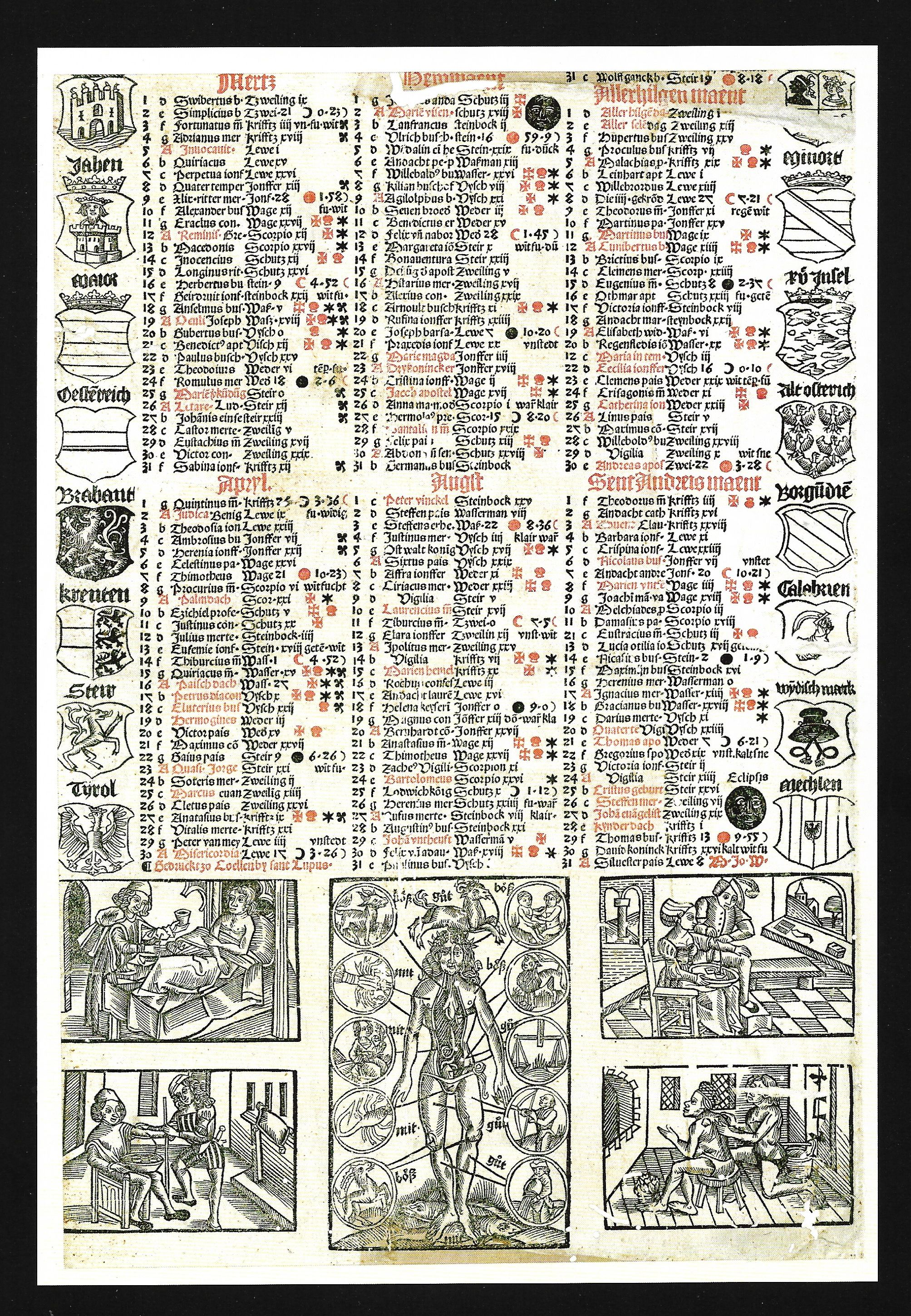
Trierer Aderlasskalender vom Anfang des 16. Jahrhunderts, gedruckt von Arnt von Aich in Köln

Der Trierer Aderlasskalender ist ein zweifarbiger Einblattdruck aus dem frühen 16. Jahrhundert, der darüber Angaben macht, an welchen Tagen ein Aderlass an bestimmten Körperstellen günstig ist. Das Blatt befindet sich im Bestand der Wissenschaftlichen Bibliothek der Stadt Trier und wird in der dortigen „Schatzkammer“ ausgestellt.

## Hintergrund und Beschreibung
Der Kalender ist ein Einblattdruck auf Papier und hat die Maße 40 × 27 cm. Teile des Satzes sind rot gedruckt. Die Herkunft ist unbekannt; in der Trierer Stadtbibliothek befindet er sich in der sogenannten „Fragmentenmappe“.
Der Aderlass basierte auf der antiken Humoralpathologie, nach der der Mensch aus den vier Elementen „Erde“, „Wasser“, „Luft“ und „Feuer“ und den vier Körpersäften „Blut“, „Schleim“, gelbe und schwarze „Galle“ besteht, die sich bei einer Krankheit im Ungleichgewicht befinden. Aderlasskalender des Mittelalters wurden nach den Ansichten des antiken Arztes Galenos erstellt. Für eine heilsame Blutabnahme berücksichtigte er die Jahreszeiten aber auch Wetterbedingungen und den körperlichen Zustand der Patienten. Welche Körperstellen zu welchem Zeitpunkt für einen Aderlass in Frage kamen, wurde nach astronomischen Tabellen festgelegt. Aderlasskalender wurden zunächst von Johannes Gutenberg gedruckt, von denen nur ein fragmentarisches Exemplar für das Jahr 1457 erhalten blieb.

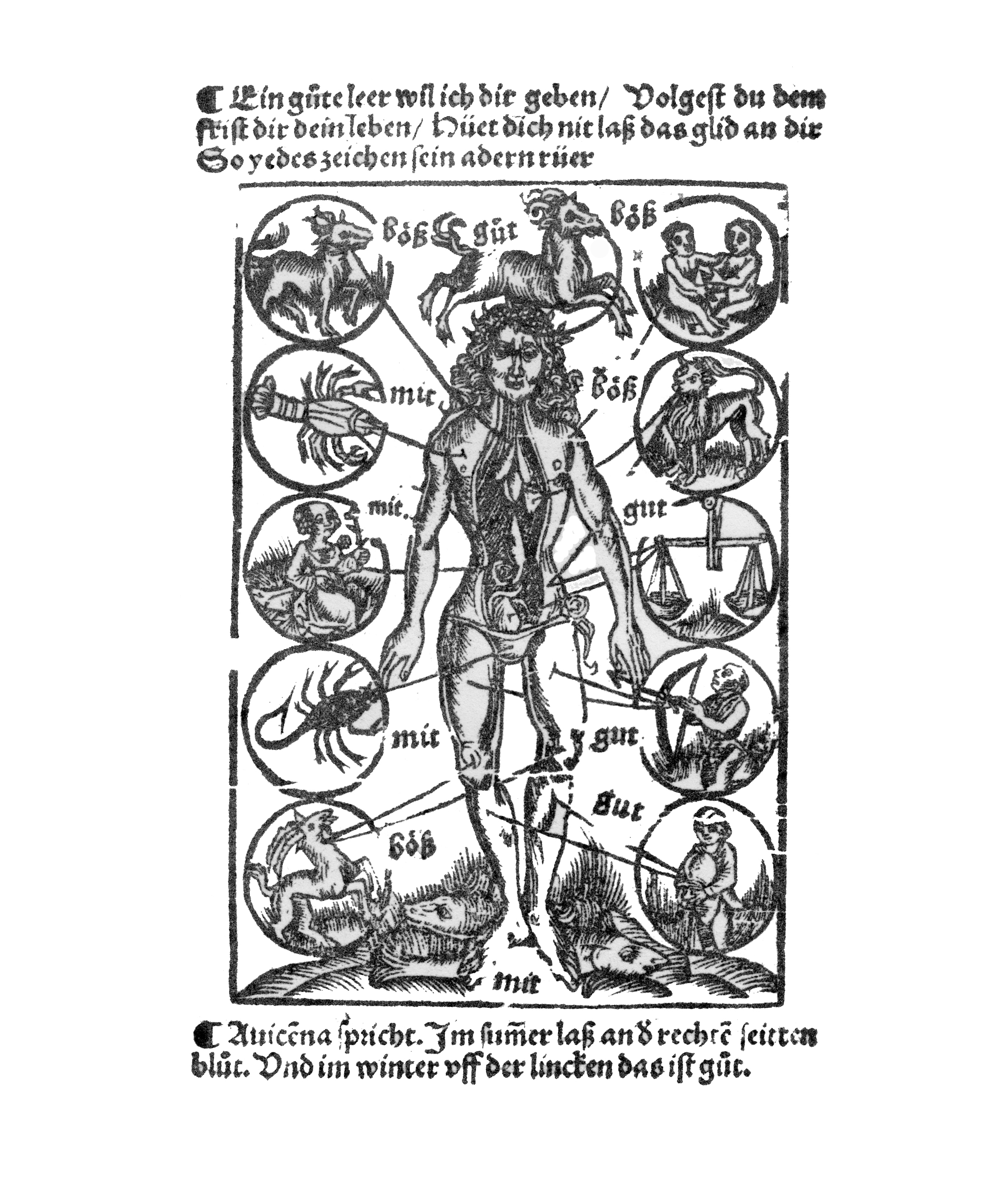
Aderlassmann von 1518

Das Trierer Blatt aus der Kölner „Lupuspresse“ des Druckers Arnt von Aich zeigt im oberen Teil den Kalender mit Mondphasen, Namenstagen der Heiligen, daneben Symbole und die Tierkreiszeichen, die die für den Aderlass bestimmten Körperstellen bezeichnen. Rot gedruckt sind die günstigen Tage für einen Aderlass. Die Tierkreiszeichen „regierten“ nach mittelalterlicher Auffassung bestimmte Körperregionen. Unterhalb des Kalenders befindet sich ein aufgeschlitzter sogenannter Aderlassmann an dem diese Zeichen auf die Körperstellen hinweisen. Der Holzschnitte links und rechts neben dem Aderlassmann zeigen die Blutabnahme bei einer liegenden Frau und einem Mann. Dargestellt sich auch die Instrumente wie die Fliete und das „Lassbecken“ zum Auffangen des Blutes, das dann weiter in einer „Hämaskopie“ untersucht wurde. Der Holzschnitt rechts unten zeigt das Schröpfen mittels eines „Schröpfschnäppers“, ein nach dem Ritzen zurück schnappendes Messer. Umgeben ist der Kalender mit den Wappen verschiedener Orte und Provinzen.